# César Salinas
César Salinas (Caquiaviri, 18 agosto 1962 – La Paz, 19 luglio 2020) è stato un dirigente sportivo boliviano.

## Biografia
Per molti anni fu presidente di The Strongest, la più antica squadra di calcio boliviana. Gli subentrò sua moglie Inés nel 2018, anno in cui egli divenne presidente della Federazione calcistica boliviana.
Salinas contrasse il COVID-19 nel luglio 2020: stava trattando con le autorità per riavviare la lega nazionale di calcio dopo mesi di pausa per via della pandemia in Bolivia. Morì in ospedale  il 19 luglio 2020, all'età di 57 anni, per le complicazioni della malattia virale. 